# دينيس تشانغ
دينيس تشانغ هو قاضي صلح ‏ وسياسي ماليزي، ولد في 15 فبراير 1944 في ماليزيا. حزبياً، نشط في Article 45 Concern Group ‏.